# Qu 12

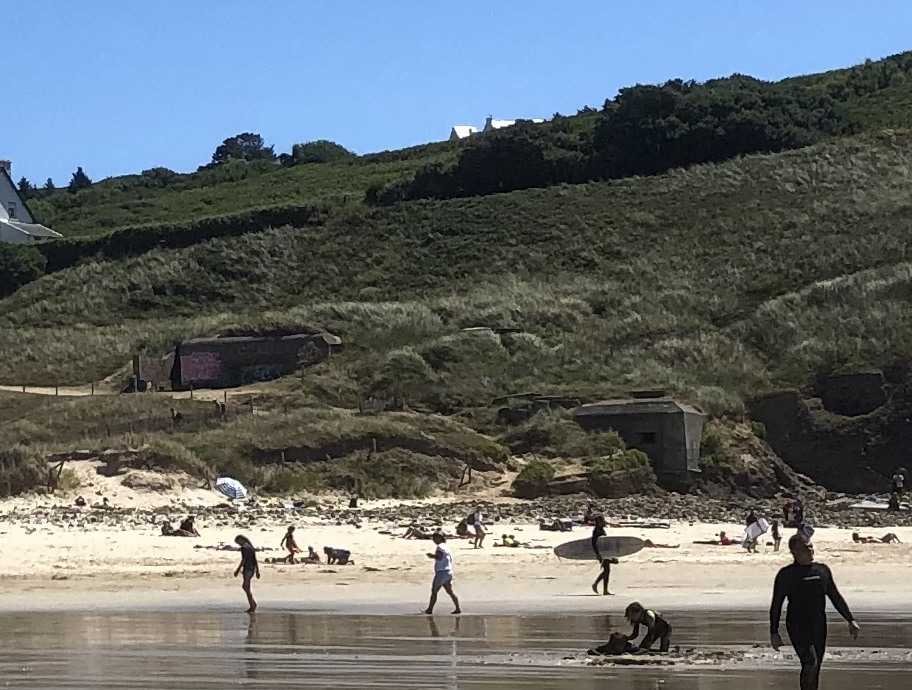
Blick auf Qu 12 von der Seeseite, 2022

Qu 12 ist eine als Ruine erhaltene Bunkeranlage des Atlantikwalls in der Bretagne in Frankreich.

## Lage
Der Bunker befindet sich an der Küste der Keltischen See auf der Südflanke oberhalb der Bucht Baie des Trépassés im Gebiet der Gemeinde Plogoff.

## Gestaltung und Geschichte
Qu 12 entstand während des Zweiten Weltkriegs. Der kleine Stützpunkt gehörte zur Küstenverteidigungs-Untergruppe Douarnenez der Küstenverteidigungsgruppe Quimper, die ihrerseits Bestandteil des Küstenverteidigungsabschnitt C1 des Armeeoberkommandos 7 war. Die Anlage bestand aus zwei Regelbauten. Zum einen aus einem MG Bunker vom Typ 630 und zum anderen aus einer splittersicheren MG-Kasematte vom Typ VF 4a. Darüber hinaus gab es eine Vf PAK-Garage und improvisierte Bauwerke, wie einen MG-Stand, einen Beobachtungsposten und einen Ringstand.